# Ermentrudis de Orleans
Ermentrudis de Orleans (27 de septiembre de 823-6 de octubre de 869), también llamada Ermentruda, fue esposa de Carlos II de Francia, llamado "el Calvo", rey de la Francia Occidentalis y Emperador romano de Occidente (Emperador carolingio). Era hija de Eudes (u Odo), conde de Orleans, y su esposa, Engeltrude.

## Reinado
La historiografía tradicional sobre el reinado ha creado una imagen de la reina como "ayudante" del rey y proveedora de herederos. P.Stafford ha examinado el reinado con mucha profundidad, utilizando el papel de Ermentrude en la dinastía carolingia. Tenía poder dentro de la casa real y parcialmente dentro de la corte. Su deber oficial consistía en dirigir la casa real sin problemas, como dirigir la educación de los hijos, supervisar al personal y gestionar el tesoro real privado. De manera no oficial, actuaban como anfitrionas, asegurándose de que la familia real no se viera envuelta en escándalos y haciendo regalos a los altos cargos en una sociedad en la que esto era importante para mantener los lazos. En consecuencia, se esperaba de las reinas que actuaran como mujeres sabias, leales y castas.
Un contemporáneo, Juan Escoto Eriúgena, describió a Ermentrudis como una "mujer fuerte" (femina fortis); se conservan dos cartas escritas en su nombre, otras cinco dirigidas a ella y doce cargos emitidos por Carlos II la involucraban. En su tiempo libre, mostró dotes para el bordado.
Ella y Carlos se casaron en 842. Sus hijos fueron:
- Judith de Flandes (c. 844-870), consorte de Ethelwulfo de Wessex, de Ethelbaldo de Wessex y de Balduino I, Conde de Flandes
- Luis el Tartamudo (846-879), rey de Francia Occidental (877-879)
- Carlos el Niño (c. 847-866), rey de Aquitania (855-866)
- Lotario el Cojo (c. 848-865), monje en 861, luego abad de Saint Germain de Auxerre
- Carloman el Ciego (c. 849-876)
- Rotruda (c. 852-912), abadesa de St. Radegund
- Ermentrudis (c. 854-877), abadesa de Hasnon
- Hildegarda (c. 856, ?)
- Gisela (c. 857-874)

Ermentrude tenía un don para el bordado y estaba interesada en la religión. Su esposo le dio la Abadía de Chelles. Ella se separó de su marido luego de que este ejecutara a su rebelde hermano Guillermo en 866, y se retiró a la vida monástica. Ermentrudis fue enterrada en la Basílica de Saint-Denis, ubicada en la Isla de Francia.

## Lecturas
- Dutton, P E, Charlemagne's Mustache
- Riche, Pierre, The Carolingians